# La vida de nadie
La vida de nadie és una pel·lícula espanyola dirigida per Eduard Cortés que es va estrenar el 27 d'octubre de 2002, durant la 48a edició del Festival Internacional de Cinema de Valladolid (Seminci). En aquest esdeveniment Adriana Ozores va obtenir el Premi a la Millor Actriu i el seu director, Eduard Cortés, va ser nominat a la Espiga d'Or per aquesta pel·lícula. Així mateix, Adriana Ozores va obtenir a l'any següent (2003) la nominació al Premi Goya a la millor actriu i, per part seva, Marta Etura va aconseguir la nominació al Goya a la millor actriu revelació.
Aquesta obra, òpera prima del seu director, està basada en un cas real (la vida del francès Jean-Claude Romand qui va enganyar durant anys a tota la seva família i va acabar assassinant a tots ells) encara que, en paraules del propi director, ses va intentar evitar aquest final excessivament dramàtic en la pel·lícula. Amb aquesta obra, el director s'inicia en la realització de llargmetratges. Anteriorment havia realitzat curts i telefilmes (alguns d'ells són: Mónica, telefilme sobre assetjament sexual al treball, protagonitzat per Antonio Resines i Ana Fernández, El payaso y el Führer, basat en l'obra teatral Uuuuh! de Gerard Vázquez i codirigit amb Joan Font) amb bastant èxit ja que pel segon va obtenir els Premis del Público en el Festival Inquiet de Picassent i en el Festival Europeu de Telefilms Zoom Igualada, Millor Pel·lícula a l'Anchorage International Film Festival d'Alaska.

## Crítiques
Aquest film ha rebut crítiques molt positives de mitjans especialitzats, sent valorat el fet de ser la primera pel·lícula de llarga durada del seu director i, malgrat això, ser considerada com a brillant (Diego Galán, El País)). Altres crítiques positives es deuen a Mirito Torreiro (Fotogramas) qui lloa el guió eficaç i actors estupends i Ángel Fernández Santos (El País) posa la seva atenció en el bon fer del director (tacte i saviesa) a l'hora de situar al protagonista en el centre de la trama, així com a la resta dels actors, tots ells immillorables.

## Argument
El personatge protagonista (Emilio Barrero) està encarnat per José Coronado i representa a un home aparentment ben situat, amb una família i un treball envejables. Ha estudiat la carrera d'Econòmiques, treballa al Banc d'Espanya i té una gran habilitat com a analista d'inversions, de tal manera que amics i parents confien en ell perquè situï els seus estalvis, realitzant inversions milionàries amb els diners que aquests li lliuren. Però és un mentider compulsiu i en anar avançant la pel·lícula, l'espectador descobreix a poc a poc fins a quin punt la seva vida està basada en la falsedat. Un dia coneix Rosana (Marta Etura), s'enamora d'ella i, usant com de costum els ardits i mentides, aconsegueix convertir-la en la seva amant. Aquesta doble vida ho obliga a gastar uns diners que no té, i la seva dona Àgata (Adriana Ozores) es troba amb el problema que el col·legi del nen porta sense ser pagat uns mesos. Simultàniament l'avisen que l'impagament del lloguer de la casa en la que viuen, i que Àgata creu que és de la seva propietat, acabarà en un desnonament i també ho soluciona amb pegats i mentides gairebé improvisades. A poc a poc la situació es va fent més i més insostenible, fins que un dia la seva esposa lliga caps i descobreix Rosana, qui, per part seva, també començava a adonar-se que Emilio estava mentint-li des del principi.
La tensió va en augment i arriba a un moment crític en què Emilio ha d'enfrontar-se al fet que tota la seva vida ha estat una farsa i que, en realitat, no és ningú.

## Repartiment
- José Coronado - Emilio
- Adriana Ozores - Ágata
- Marta Etura - Rosana
- Roberto Álvarez - José
- Adrian Portugal - Sergio
- Laura Conejero - Tina
- Eduardo Marchi - Pare d'Emilio
- Concha Hidalgo - Sogra
- Juan Antonio Quintana - Sogra
- Empar Ferrer - Cap del Banc d'Espanya
- Susi Sánchez - Directora del Col·legi
- Gara Muñoz - Cristina
- Tamara Bautista - Luisa

## Premis i nominacins
Festival de Cinema d'Espanya de Tolosa de Llenguadoc
Premi a la millor actor novell (Premi Especial del Jurat) per Marta Etura
Seminci
Premi a la millor actriu per Adriana Ozores